# Associazione Calcio Lecco 1935-1936
Questa voce raccoglie le informazioni riguardanti l'Associazione Calcio Lecco nelle competizioni ufficiali della stagione 1935-1936.

## Stagione
Nella stagione 1935-36 il Lecco ha disputato il girone B del primo campionato di Serie C, con 31 punti si è piazzato in settima posizione di classifica, il torneo è stato vinto con 47 punti dalla Cremonese che ha ottenuto la promozione in Serie B.

## Rosa
| N. |                   | Ruolo | Calciatore          |
| -- | ----------------- | ----- | ------------------- |
|    | Italia (bandiera) | D     | Gualtiero Albertini |
|    | Italia (bandiera) | D     | Carlo Ballerini     |
|    | Italia (bandiera) | C     | Pietro Bario        |
|    | Italia (bandiera) | D     | Angelo Belloni      |
|    | Italia (bandiera) | C     | Mario Bossi         |
|    | Italia (bandiera) | A     | Romano Buschi       |
|    | Italia (bandiera) | A     | Giulio Caldirola    |
|    | Italia (bandiera) | D     | Luigi Canepa        |
|    | Italia (bandiera) | A     | Mario Cerati        |

| N. |                   | Ruolo | Calciatore        |
| -- | ----------------- | ----- | ----------------- |
|    | Italia (bandiera) | C     | Sergio Citterio   |
|    | Italia (bandiera) | P     | Achille Dari      |
|    | Italia (bandiera) | A     | Carlo Fabris      |
|    | Italia (bandiera) | A     | Achille Gorla     |
|    | Italia (bandiera) | A     | Felice Tedeschi   |
|    | Italia (bandiera) | A     | Mauro Tedeschi    |
|    | Italia (bandiera) | C     | Renzo Tonani      |
|    | Italia (bandiera) | D     | Alfredo Valsecchi |
|    | Italia (bandiera) | C     | Giorgio Verità    |